# Ан-28
Ан-28 (з кодифікації НАТО: Cash — «Готівковий») — легкий двомоторний турбогвинтовий пасажирський літак. Розрахований на 17 пасажирів і дальність 1250-2000 км.[джерело?]

## Історія створення
Робота над Ан-28 в АНТК імені Олега Антонова розпочалася в 1968 році. На той момент Ан-14М був модифікацією літака Ан-14 з потужнішими, газотурбінними двигунами ТВД-850. Також Ан-14М відрізнявся більшою довжиною фюзеляжу. Перший політ цього літака відбувся 30 квітня 1968 року. Подальшим розвитком Ан-14М став літак короткого зльоту і посадки Ан-28 з потужнішими двигунами ТВД-10Б. 
Перший політ Ан-28 здійснив 29 січня 1973. З 1975 по 1978 проводились державні випробовування. Виробництво було розгорнуте на польському авіазаводі PZL. Перший серійний літак зійшов з конвеєра в 1983 році, а уже у 1984 він отримав сертифікат льотної придатності Державіареєстру СРСР, що відповідає міжнародним стандартам ІСАО. Виробництво літака тривало до 1997 року. З 1983 по 1997 було випущено 198 літаків Ан-28.

## Технічний опис
Фюзеляж типу напівмонокок. Силова конструкція складається з набору стрингерів і балок. У носовій частині фюзеляжу розташована кабіна екіпажа. За нею розміщений вантажо-пасажирський салон. У задній частині фюзеляжу є великий вантажний люк, стулка якого відкочується під фюзеляж. Крило пряме, дволонжеронне. Механізація крила складається з двощілинних закрилків, зависаючих елеронів, автоматичних предкрилків та інтерцепторів. Вертикальне оперення двокілеве. Шасі літака — триопорне: дві головних опори і одна передня. Шасі не прибирається, на кожній стійці по одному колесу, проте передбачено установку лижного та поплавкового шасі. Силова установка складається з 2 турбогвинтових двигунів ТВД-10Б з реверсивними трилопатевими повітряними гвинтами.

## Технічні характеристики
Джерело: 
Основні характеристики
- Екіпаж: 1-2 особи
- Пасажиромісткість: 15-17 осіб
- Вантажопідйомність: 2000 кг
- Довжина: 13,1 м[2]
- Висота: 4,9 м
- Розмах крила: 22,06 м

- Площа крила: 39,70 м²
- Крило у плані: трапецієподібне
- Маса спорядженого: 3980 кг
- Нормальна злітна маса: 5600 кг
- Максимальна злітна маса: 6500 кг
- Маса палива у внутрішніх баках: 1812 л
- Силова установка: 2 × Турбогвинтовий ТВД-10  960 к.с. ( 706 кВт.)

Льотні характеристики
- Крейсерська швидкість: 335 км/год
- Практична дальність: 560 км
- Перегінна дальність: 1365 км
- Довжина розгону: 260 м
- Довжина пробігу: 170 м

## Модифікації
- Ан-28 — конвертований вантажно-пасажирський.
- Ан-28А — арктичний. Відрізняється збільшеним запасом палива.
- Ан-28Б1 — транспортно-десантний.
- Ан-28B1R — морський патрульний. Відрізнявся потужною бортовою РЛС з антеною в обтічнику під фюзеляжем. Розроблено польськими конструкторами на початку 90-х років.
- Ан-28B2 — літак РЕБ.
- Ан-28RM — патрульно-рятувальний. Відрізняється РЛС кругового огляду.
- Ан-28TD — польський транспортно-десантний.

## Катастрофи та аварії[3]
За даними на вересень 2012 року було втрачено 28 літаків типу Ан-28
| Дата       | Бортовий номер | Місце катастрофи | Жертви | Короткий опис |
| ---------- | -------------- | ---------------- | ------ | --- |
| 14.08.87   | 28741          | Усть-Нем, Комі   | 0/н.д. | Груба посадка. |
| 16.03.90   | 28702          | Вершина          | н.д.   | Тренувальний політ. |
| 18.08.90   | 28761          | Рушан            | н.д.   | Груба посадка. |
| 23.10.91   | 28924          | Шелопугіно       | 0/13   | Груба посадка. |
| 03.01.92   | 28706          | Ляхш             | 0/н.д. | Приземлився, не долетівши до ЗПС. |
| 10.10.92   | 28785          | Усть-Нем, Комі   | 15/16  | Впав невдовзі після зльоту через відмову лівого двигуна. |
| 28.08.93   | HA-LAJ         | Вестон-он-Грін   | 0/19   | Літак з парашутистами впав з висоти 250 метрів після відмови двигунів.                                                                                              |
| 12.05.94   | 28713          | Палана           | 0/12   | Груба посадка. |
| 01.02.95   | 28797          | мис Шмідта       | 0/10   | При заході на посадку помилково був включений реверс. |
| 29.11.99   | ES-NOF         | біля Щеціна      | 0/3    | Аварійна посадка після спалаху двигунів. |
| 29.12.99   | 3C-JJI         | біля Зонгулдака  | 6/6    | Впав у Чорне море. |
| 14.04.00   | 9Q-CZL         | Кіншаса          | 0/0    | Пожежа в аеропорту. |
| 23.08.01   | 3C-LLA         | Мугого           | 4/11   | У перевантаженого літака відмовив двигун. |
| 23.11.01   | ES-NOV         | біля Кярдла      | 2/17   | Заходив на посадку з нестандартної траєкторії. |
| 29.01.02   | YV-1043CP      | Кавак            | 0/17   | Приватний літак. Вилетів з ґрунтової ЗПС при посадці. |
| 29.08.02   | 28932          | біля Аяна        | 16/16  | Заходив на посадку, незважаючи на критичні метеоумови. |
| 10.02.03   | ES-NOY         | Таллінн          | 2/3    | Упав носом донизу незабаром після зльоту. |
| 30.10.03   | ER-AJG         | Каміна           | н.д.   | Розбився, не долетівши до ЗПС. Ймовірно, що нелегально перевозив зброю для армії ДРК. Мав молдавську реєстрацію, проте жодна авіакомпанія не визнала літак «своїм». |
| 31.03.05   | 3C-ZZY         | біля Кампене     | 3/4    | Несправний літак був відправлений у рейс і розбився після відмови двигуна.                                                                                          |
| 24.12.05   | ER-AJE         | Судан            | 2/2    | Розбився незабаром після зльоту. Був орендований Африканським Союзом для миротворчої місії.                                                                         |
| 03.08.06   | 9Q-COM         | біля Букаву      | 17/17  | Врізався в гору при заході на посадку. Мав граничний знос. |
| 11.11.06   | 9Q-COL         | Букаву           | 0/н.д. | Груба посадка. |
| 03.04.08   | PZ-TSO         | Суринам          | 19/19  | Розбився, вимушено йдучи на друге коло. ЗПС була зайнята. |
| 15.10.09   | PZ-TST         | Суринам          | 0/8    | Розбився вже на ЗПС. |
| 15.05.10   | PZ-TSV         | Суринам          | 8/8    | Розбився в лісовій місцевості. |
| 30.01.2012 | 9Q-CUN         | біля Намоя       | 3/н.д  | |